# Сегунда Фраксион де Сан Хосе, Хосе Аискорбе (Селаја)
Сегунда Фраксион де Сан Хосе, Хосе Аискорбе (шп. Segunda Fracción de San José, José Aizcorbe) насеље је у Мексику у савезној држави Гванахуато у општини Селаја. Насеље се налази на надморској висини од 1754 м.

## Становништво
Према подацима из 2010. године у насељу су живела 4 становника.

### Хронологија
| Година       | 2000       | 2005         | 2010 |
| ------------ | ---------- | ------------ | ---- |
| Становништво | 13 (6 / 7) | 52 (30 / 22) | 4    |

### Попис
| # | Индикатор                     | Вредност |
| - | ----------------------------- | -------- |
| 1 | Укупно домаћинстава           | 1        |
| 2 | Укупно насељених домаћинстава | 1        |
| 3 | Величина локације             | 1        |